# Il grande problema
Il grande problema (The Greatest Question) è un film muto del 1919 diretto da David W. Griffith.

## Trama
Nellie Jarvis è una bambina di quattro anni, testimone dell'omicidio di una giovane da parte di una coppia. L'accaduto, però, passando gli anni, sbiadisce nella memoria della piccola.
Dopo la morte dei genitori, Nellie va a vivere con gli Hilton, una povera famiglia che la accoglie come una figlia. Divenuta grande, Nellie deve lavorare per vivere e trova un impiego presso il brutale Martin Cain. Suo fratello, intanto, è partito per la guerra.
Un giorno, la signora Hilton ha una visione, dove vede la morte del ragazzo che, in effetti, è caduto in guerra. Al cimitero, sulla sua tomba, il fantasma del morto avvisa gli Hilton di non vendere la loro proprietà come stanno per fare, ma di tenerla.
Il giorno dopo, nel terreno della fattoria, viene scoperto il petrolio. Jimmie, il figlio minore, corre ad avvisare Nellie della loro fortuna. Arriva in tempo per salvarla dalla furia della signora Cain, che vuole ucciderla perché il marito voleva violentare la ragazza.
Il trauma riporta alla memoria di Nellie la scena a cui ha assistito da bambina e si rende conto che la coppia assassina era proprio quella dei Cain. I due vengono smascherati e arrestati. Nellie e Jimmie, che sono innamorati, possono cominciare una vita insieme.

## Produzione
Il film fu prodotto dalla First National Pictures.

## Distribuzione
Il copyright del film, richiesto da D. W. Griffith, fu registrato il 16 dicembre 1919 con il numero LP14554.
Distribuito dalla First National Exhibitors' Circuit, il film fu presentato in prima visione al Mark Strand Theatre di New York il 28 dicembre 1919. Copia del film viene conservata in un positivo a 16 mm. Nel 2009, la Classic Video Streams ne ha fatto uscire una versione digitalizzata in DVD, accoppiata a un altro film, Romola, interpretato da Lillian Gish per un totale di 140 minuti.

### Data di uscita
IMDb
- USA	28 dicembre 1919
- Portogallo	8 gennaio 1924
- USA  29 dicembre 2009   DVD

Alias
- El mayor problema	Spagna
- Idol Dancer	USA (titolo alternativo)
- Love Flower	USA (titolo alternativo)
- O Grande Problema 	Portogallo

### Censura
La censura italiana impose la seguente modifica:
- Sopprimere le scene in cui Nellina, rimasta sola in casa col padrone Martin Kain, è assediata da costui, che vorrebbe usarle violenza, e lo riesce a tenere in iscacco, nonché le scene successive in cui ritorna la moglie, che sorprende il marito e minaccia ora questo ora quella, riprendendo l'azione alla scena in cui Nellina, vedendo i due furfanti vicini, improvvisamente riconosce in essi gli autori dell'assassinio della ragazza, cui aveva assistito da bambina, e grida: "Vi riconosco, vi riconosco, siete voi, siete voi, il fiume"[3].